# Baie de Maputo

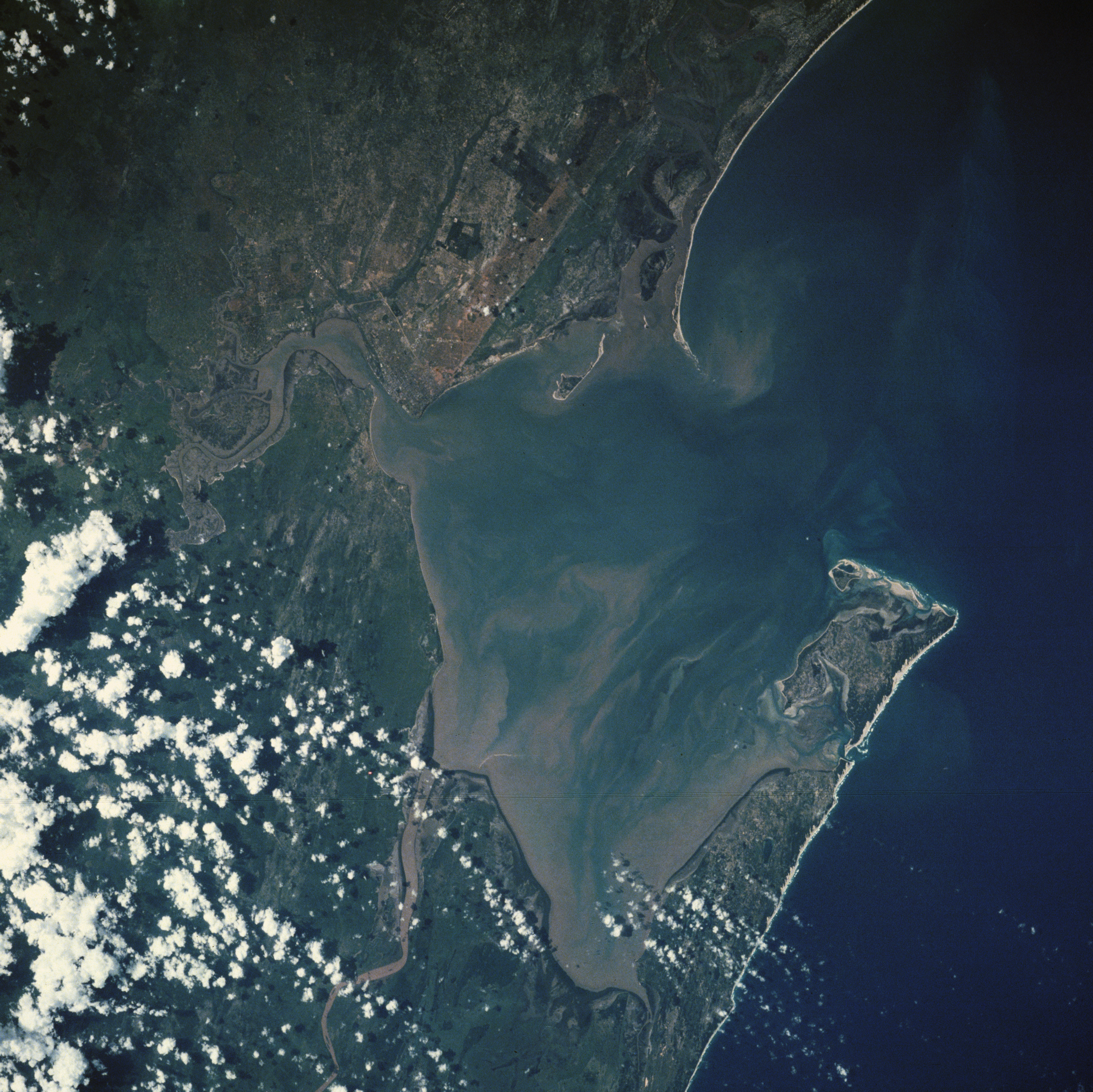
La baie de Maputo de l'espace, en 1990.

La baie de Maputo (Baía de Maputo en portugais), anciennement baie de Delagoa, Baía da Lagoa ou Baía do Espírito Santo est un grau de l'océan Indien sur la côte du Mozambique. Le nom de Delagoa lui vient du fait qu'elle était la première escale maritime en provenance de Goa (Inde).
Longue d'environ 90 km du nord au sud et large de 32 km d'est en ouest, elle abrite notamment au nord-ouest la capitale du Mozambique, la ville de Maputo, située sur la rive septentrionale de l'Estuário do Espírito Santo, un estuaire à la confluence de quatre cours d'eau (Rio Tembe, Rio Umbeluzi, Rio Matola et Rio Infulene). Au sud, débouche également le Rio Maputo. La partie sud-est de la baie est isolée de l'océan Indien par la péninsule de Machangulo au nord de laquelle se trouve l'île d'Inhaca.

## Sources et références
- Sir E. Hertslet, The Map of Africa by Treaty, iii. 991-998 (Londres, 1909)- an account of the Delagoa Bay arbitration proceedings
- the British blue-book, Delagoa Bay, Correspondence respecting the Claims of Her Majestys Government (Londres, 1875)
- L. van Deventer, La Hollande et la baie Delagoa (La Haye, 1883)
- G. McC. Theal, The Portuguese in South Africa (London, 1896), and History of South Africa since September 179,f, vol. v. (Londres, 1908). The Narrative of Voyages to explore the shores of Africa, performed under direction of Captain W. F. W. Owen, RN. (Londres, 1833) contains much interesting information concerning the district in the early part of the 19th century.
- WorldStatesmen- Mozambique